# تپه باستانی ده عباس
تپه باستانی ده عباس با قدمتی تاریخی - اسلامی به شمارهٔ ثبت ۱۰۸۰۱ در تاریخ ۱۳۸۲/۱۱/۰۲ به ثبت آثار ملی ایران رسید. این تپه در شهرستان اسلامشهر، بخش مرکزی، دهستان ده عباس، جنوب روستای ده عباس قرار دارد.